# 孔颖臭根子草
孔颖臭根子草（学名：Bothriochloa bladhii var. punctata）为禾本科孔颖草属下的一个变种。

## 扩展阅读
- 維基物種上的相關：孔颖臭根子草